# In faccia
In faccia è il quarto album in studio di Piero Pelù, pubblicato il 9 giugno 2006.

## Il disco
Uscito nel 2006, dopo una partecipazione al Concerto del primo maggio anticipando il singolo Tribù, In faccia prosegue il ritorno alle origini del rocker fiorentino, percorso già iniziato col precedente Soggetti smarriti. Se negli ultimi anni Pelù aveva suonato seguendo un genere molto pop, in questo disco se ne è distaccato ritornando a suonare rock, grazie anche all'aiuto del nuovo chitarrista Saverio Lanza (ex frontman dei Rock Galileo e in seguito chitarrista di Biagio Antonacci), coautore insieme a Pelù di alcuni brani dell'album.
L'album si presenta in una confenzione digipack in cartoncino, oppure nell'edizione limitata Dual Disc in confezione di plastica. Nel libretto sono contenuti tutti i testi e due foto.
Questo disco segna la prima tappa della nuova avventura della carriera di Piero Pelù che, dopo aver lasciato la Warner con la raccolta di successi Presente, si è accasato alla Sony BMG.
Il disco può essere considerato un'importante novità poiché realizzato esclusivamente con l'uso di energie alternative e quindi senza l'uso di derivati del petrolio.
Secondo Pelù il sottotitolo del disco potrebbe essere Tribù dato che il concetto di tribù è stato presente durante tutta la lavorazione.

## Tracce
1. Tribù - 3:24 (P.Pelù/S.Lanza-P.Pelù)
2. Velo - 4:05 (P.Pelù)
3. Lentezza - 3:49 (P.Pelù/C.Maramotti-S.Lanza-P.Pelù)
4. Sorella notte - 3:26 (P.Pelù)
5. Fiorirà - 3:30 (P.Pelù/S.Lanza/P.Pelù)
6. Segni 'n faccia - 3:25 (P.Pelù)
7. G.H.L.M. - 4:42 (P.Pelù/S.Lanza-P.Pelù)
8. Dr.Gion - 3:58 (P.Pelù)
9. Istinto - 3:52 (P.Pelù)
10. Orso cristallo - 4:19 (P.Pelù)

.

## Le canzoni
Tribù, espressione del concetto di tribù come famiglia o forma di appartenenza, è un rock, che inizia con una batteria. È stato il primo singolo dell'album, nonostante Piero stesso non fosse stato molto convinto. Queste perplessità furono comunque superate dai successi di vendite. La canzone fu presentata per la prima volta in Piazza San Giovanni in Laterano a Roma durante il concerto del 1º maggio 2006.
Velo, è il terzo singolo, una canzone che tratta il tema del velo nell'Islam e nel mondo arabo con riferimento ai rapporti con l'occidente, dettati dalle parole: le differenze anche a Firenze ci separano. Durante le esibizioni live dell'In faccia tour Pelù cambiava la parola Firenze con il nome della città in cui cantava. (Es.Le differenze a Pordenone ci separano).
Lentezza, è il secondo singolo estratto dall'album, è un contrasto col "mondo veloce" che lo stesso rocker fiorentino aveva rincorso negli anni precedenti. È quindi una ballata che cerca di richiamare ad osservare, a fermarsi, senza correre rimanendo indifferenti.
Sorella notte, è una storia di una delle tante ragazze anonime che arrivano da lontano lasciando i loro paesi cariche di sogni e di speranze e che finiscono loro malgrado e a loro insaputa a prostituirsi.
Fiorirà, ballata dagli echi mediterranei ispirata dalla lotta contro la 'ndrangheta dei ragazzi di Locri. Parla della speranza di riscatto da secoli di fango, anni di inganno. Nel testo Pelù richiama alla Gerbera, il fiore che simbolicamente rappresenta il dramma delle tante stragi di mafia, ma anche la rinascita e la possibilità di affrancamento dalla malavita organizzata. Per questo, è stata scelta per rappresentare il ricordo delle vittime di tutte le mafie, ma anche la lotta contro la logica della sopraffazione.
Musicalmente richiama Amara terra mia di Domenico Modugno e certi echi di Ennio Morricone.
Segni 'n faccia, canzone molto rock che rimanda al Pelù delle origini, è la canzone più veloce dell'album. Anche questa ha come tema l'appartenenza ad un qualcosa.
G.H.L.M., il titolo è l'acronimo di Grand Hotel La Muerte e narra le riflessioni in prima persona di un detenuto che deve scontare la pena di morte.
Dr.Gion, autobiografica, è il confronto tra il mondo di un figlio e quello di un padre: mentre il primo torna a casa, un po' alticcio, all'alba il padre si prepara per andare al lavoro. Due mondi all'apparenza lontani ma in realtà molto simili.
Istinto, in questa canzone Piero osserva il mondo delle sue figlie che invita a spiccare il volo, a staccare il cordone ombelicale seguendo il proprio istinto. Sottolineando però che questo istinto di libertà è come un animale: come a quest'ultimo deve essere dato da mangiare tutti i giorni così l'istinto deve essere quotidianamente rinnovato.
Orso cristallo, è la canzone a cui Pelù si dice più legato. Dove esprime la speranza che la sua carriera non sia come quella degli orsi negli Zoo che passano tutta la loro vita girando giornate intere in una gabbia senza accorgersi quasi più di nulla.

## Singoli/Video
1. Tribù (promo, videoclip)
2. Lentezza (promo, videoclip)
3. Velo (promo, videoclip)

## DVD
Nel DVD della versione Dual Disc ci sono contenuti extra:
1. Tutto l'album in versione 24bit
2. Video: L'alba del giorno prima (Il tuo futuro)
3. Video: Tribù (live)
4. Video: Intervista a Piero, Piero e la band in studio
5. Foto sul set del video di Tribù e in studio

## Formazione
- Piero Pelù - voce, chitarra
- Saverio Lanza - chitarra, cori, tastiera
- Daniele Bagni - basso
- Mao Granata - batteria
- Paolo Baglioni - percussioni
- Alfredo Golino - batteria
- Fortunato Saccà - basso
- Michele Braga - tastiera

## Classifica
| Classifica (2006) | Posizione massima |
| ----------------- | ----------------- |
| Italia            | 4                 |

### Andamento nella classifica italiana degli album
| Posizione | 4 | 8 | 16 | 20 | 27 | 38 | 32 | 41 | 55 | 38 | 41 | 40 | 83 | 51 | 71 | 80 | 61 | 80 |